# Et si c'était vrai
Se procura o filme estrelado por Reese Witherspoon e Mark Ruffalo, consulte Just Like Heaven.
E se fosse verdade (título original Et si c'était vrai) é um livro de Marc Levy.

## Resumo
Este livro fala de uma mulher, Lauren, que é médica num hospital em São Francisco, e que um dia a caminho da casa de uma amiga, tem um acidente e fica em coma, mas este não é um coma normal, pois o seu espírito abandona o seu corpo no hospital e anda por onde quer, ela própria, no princípio, não tinha a certeza de que era um “fantasma”.
Um dia, passados aproximadamente três meses, o seu apartamento é alugado por um rapaz, Arthur, que assim que chega encontra-se com Lauren, mas esta fica muito surpreendida, pois este é o único que a consegue ver. Arthur não queria acreditar, mas dirigiu-se até ao hospital e confirmou que era verdade a história de Lauren. Arthur decidiu então começar a fazer uma pesquisa para tentar levar Lauren de novo à vida, mas passados uns meses, a mãe de Lauren, pressionada pelos médicos decide levar adiante uma eutanásia, para impedir tal coisa, Arthur rapta o corpo de Lauren, com a ajuda do seu sócio e amigo Paul, levando-a para a sua casa em criança.
Entretanto, Arthur é descoberto pelo inspector, Pilguez, que tinha tomado conta do caso, e o corpo de Lauren volta para o hospital. Arthur e Lauren passam mais 2 meses de sonho, até ao dia em que Lauren começa a desaparecer, deixando Arthur desesperado.
Arthur isola-se do mundo durante duas semanas, até que o seu amigo Paul, vai a casa dele, e ouve as mensagens de voz, onde uma delas é do inspector a dizer para Arthur se dirigir para o hospital. Arthur assim faz e quando lá chega, recebe a notícia de que Lauren acordou há dez dias. Arthur vai ter com Lauren, mas esta não o reconhece e Arthur conta-lhe a história de novo, tudo o que passaram juntos enquanto ela “dormia”, e assim acaba o livro.